# Бура (город)
Бу́ра (греч. Βοῦρα) — античный город в Ахее на севере Пелопоннеса. Входил в первый Ахейский союз. Находился на расстоянии 40 стадий от Коринфского залива к юго-востоку от Гелики. Разрушен вместе с городом Гелика при мощном землетрясении в 373 году до н. э. в результате провала земли. Город был восстановлен. Павсаний пишет, что город был назван в честь Буры, дочери Иона и Гелики. Павсаний побывал в Буре и упоминает храмы Деметры, Афродиты и Диониса, и Илитии. Страбон пишет, что от источника Сибарис в Буре получила имя река в Италии, ныне Косчиле, и колония Сибарис. Рядом с Бурой протекала река Бураик (Вурайкос), в пещере которой находился оракул Геракла.
В 303 году до н. э. город захватил штурмом Деметрий Полиоркет.
Предполагаемые руины Буры были найдены между реками Вурайкос и Керинитис близ Диакоптона на высоте 550—600 метров.

## Галерея

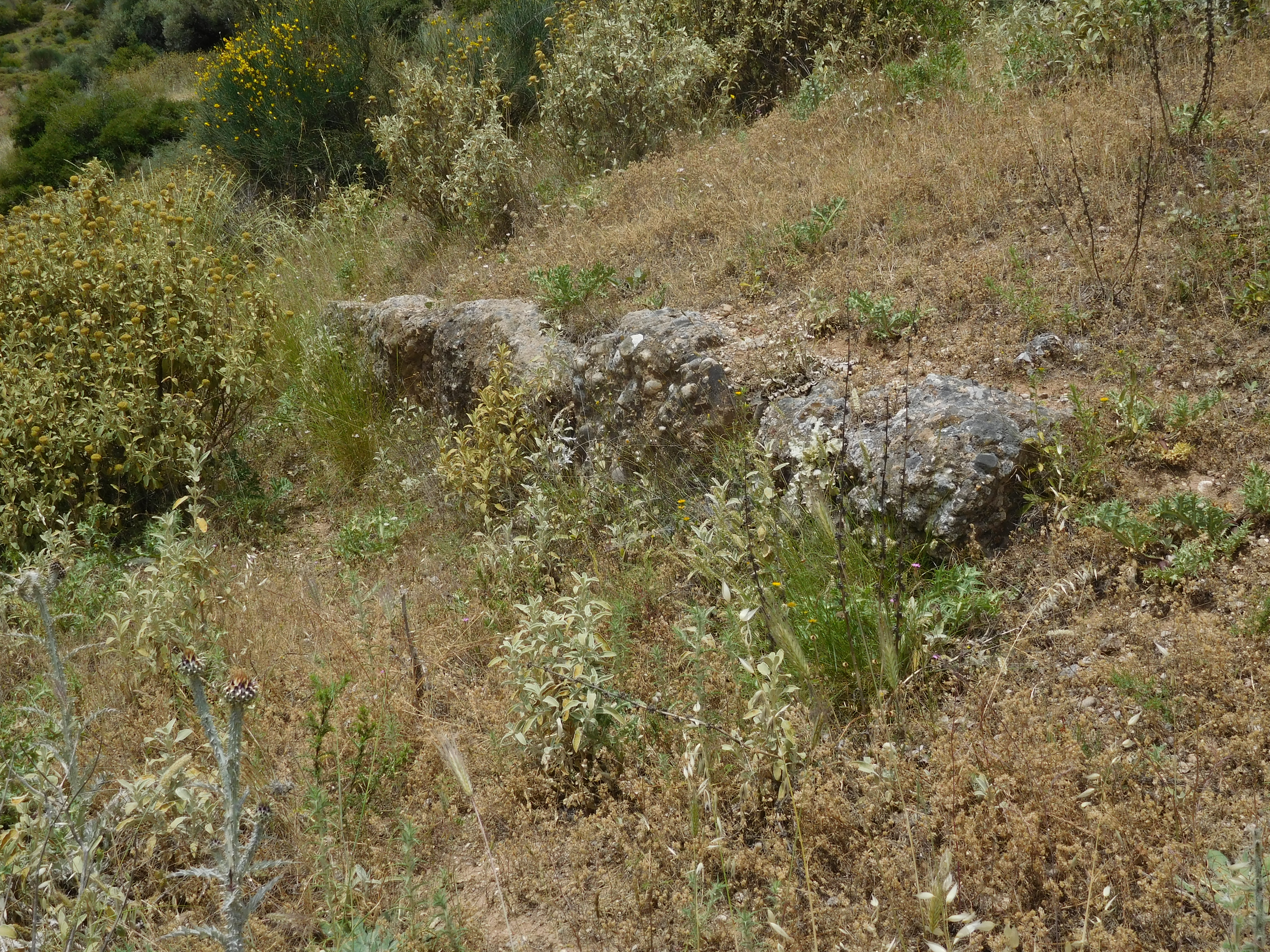
Руины Буры на восточном склоне
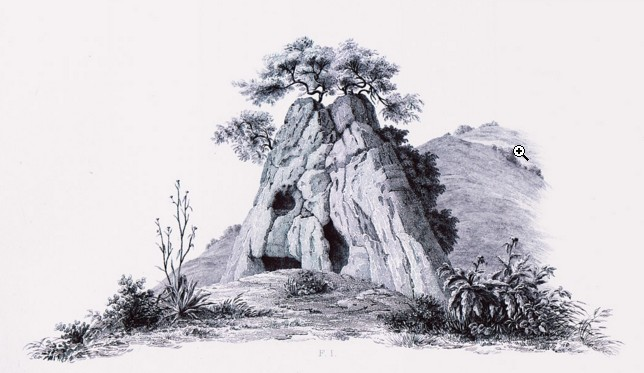
Пещера с оракулом Геракла. Рисунок архитектора Гийома Абеля Блуэ[фр.]. 1838